# Loropéni-ruinerne
Loropéni-ruinerne er den bedst bevarede af ti fæstninger i Lobiområdet i Burkina Faso, og er mindst 1000 år gamle. I et større billede er den en af op mod 100 ruiner som udgør et arkæologisk spor efter den transsahariske guldhandel. Ruinerne ligger nær grænsen til Elfenbenskysten, Ghana og Togo.
Området blev okkuperet af Lohron eller Koulango-folkene, som kontrollerede guldproduktionen i regionen fra det 13. til det 16. århundrede. Det 11.000 kvadratmeter store område, der ligger lidt vest for byen Loropéni, er Burkina Fasos første verdensarvssted.

## Eksterne kilder og henvisninger
- Statslig side om ruinerne Arkiveret 26. juli 2009 hos  Wayback Machine

10°18′N 3°32′V / 10.300°N 3.533°V